# Ljoedvig Tsjibirov
Ljoedvig Aleksejevitsj Tsjibirov (Ossetisch: Цыбырты Алексейы фырт Людвиг, Russisch: Лю́двиг Алексе́евич Чи́биров, Georgisch:ლუდვიგ ჩიბიროვი) (Zuid-Ossetische AO, 19 november 1932) is een etnograaf, historicus en voormalig Zuid-Ossetisch politicus. Hij was tussen 1996 en 2001 de eerste president van de Republiek van Zuid-Ossetië, een Georgische afscheidingsregio en zelfverklaarde republiek die niet door Georgië en de meerderheid van de internationale gemeenschap erkend wordt en sinds 2008 de facto onder Russische controle staat. 
Hij werd na één termijn in 2001 opgevolgd door Edoeard Kokojti, en verklaarde na de verloren verkiezing zich uit de politiek terug te trekken. Hij is bij leven een gerespecteerd publiek figuur en etno-historicus in zowel Noord- als Zuid-Ossetië, heeft tientallen boeken en publicaties op zijn naam staan en werd met diverse eretitels in zijn vakgebied gelauwerd.

## Biografie
Ljoedvig Tsjibirov werd op 19 november 1932 geboren in een arbeidersfamilie in het dorp Dzari (Georgisch: ძარი, Ossetisch: Зары, Russisch: Зар, Zar), ongeveer 10 kilometer van Tschinvali, de hoofdstad van de Zuid-Ossetische Autonome Oblast in de Georgische Sovjetrepubliek. Hij studeerde in 1956 af aan de historische faculteit van het Noord-Ossetische Staatspedagogisch Instituut, en was daarna een aantal jaren geschiedenisdocent op de kunstacademie in Tschinvali en hoofd van de geschiedenisafdeling van het Zuid-Ossetische cultuurhistorisch museum, waarna hij academicus werd als etnograaf. Hij is doctor in de historische wetenschappen (1978), werd professor (1981) en was tussen 1989 en 1993 rector van het Zuid-Ossetische Staatspedagogisch Instituut.

## Politiek
In de nadagen van de Sovjet-Unie, toen het nationalisme de Georgiërs en Osseten in zijn greep kreeg, publiceerde Tsjibirov het boek "Geschiedenis van de Zuid-Osseten". Het boek werd zowel in Georgië als in Zuid-Ossetië gemengd ontvangen, maar werd desalniettemin in veel Zuid-Ossetische scholen gebruikt. Als rector van het Staatspedagogisch Instituut kon hij niet voorkomen dat het instituut een bolwerk werd van het Volksfront (Adamon Nychas), maar uiteindelijk kon niemand van de intelligentsia in Zuid-Ossetië zich buiten de politiek houden. Op het hoogtepunt van de burgeroorlog in Zuid-Ossetië in 1991 leidde hij als lid van de Opperste Sovjet van Zuid-Ossetië delegaties naar Moskou en Sint-Petersburg om internationale aandacht te genereren voor de oorlog en de misdaden van de Zviadisten. De periode direct na de burgeroorlog en het gesloten vredesakkoord onder leiding van Rusland was een moeilijke: oorlogsschade, ontheemde burgers en een kapotte economie. De zelfverklaarde republiek was niet van plan zich met de Georgiërs te herenigen, ondanks weerstand uit de internationale gemeenschap tegen de onafhankelijkheid. 

## Voorzitter Opperste Sovjet 1993 - 1996
Op 17 september 1993 legde de voorzitter van de Zuid-Ossetische Opperste Sovjet, Torez Koeloembegov, zijn functie neer en een week later werd Tsjibirov unaniem gekozen als voorzitter waarmee hij het feitelijke staatshoofd van de in 1992 eenzijdig uitgeroepen Republiek van Zuid-Ossetië werd. Tsjibirov was betrokken bij de totstandkoming van de eerste grondwet van Zuid-Ossetië die in november 1993 werd aangenomen. De grondwet betekende een overgang naar een presidentieel bestuursmodel. Tsjibirov was hiermee de laatste voorzitter van de Zuid-Ossetische Opperste Sovjet die tevens staatshoofd was.
Met de terugkeer van Edoeard Sjevardnadze naar Georgië in voorjaar 1993 en de Georgische verkiezingen in november 1995, waarin de ultra-nationalisten werden verslagen, keerde de hoop terug op een normalisatie en een beter onderhandelingsklimaat, zo erkende ook Tsjibirov. In 1994 werd in Zuid-Ossetië een nieuwe Opperste Sovjet gekozen. De Communistische Partij versloeg het nationalistische Volksfront en behaalde een meerderheid. Tsjibirov kreeg het vertrouwen van de communistische afgevaardigden en kon aanblijven als voorzitter van de Sovjet en daarmee als leider van de republiek. Een paar maanden later nam hij ontslag, maar werd verzocht aan te blijven, wat hij deed. Het vertrek van de ultra-nationalisten aan beide zijden en het kalme en beduchtzame karakter van zowel Sjevardnadze als Tsjibirov droeg bij aan een klimaat waarin beide partijen een 'window of opportunity' hadden om tot een overeenkomst te komen. In mei 1996 werd in Moskou een memorandum ondertekend om de veiligheid en het wederzijds vertrouwen tussen beide partijen in het Georgisch-Ossetisch conflict te versterken, wat vervolgens leidde tot een drietal ontmoetingen tussen Tsjibirov en Sjevardnadze. In augustus 1996 vond de eerste ontmoeting plaats in de Noord-Osseetse hoofdstad Vladikavkaz waar zij overlegden over het herstel van vrede. Hierbij waren ook beide regeringsleiders en een vertegenwoordiger van de OVSE aanwezig.
Ondanks deze positieve ontwikkelingen kreeg Tsjibirov het binnenlands moeilijk in 1996. Een familielid vermoordde een prominente vertegenwoordiger van de nationale bevrijdingsbeweging wat leidde tot protesten in het land waarin het ontslag van Tsjibirov als leider werd geëist. In Tschinvali creëerde de gewapende oppositie een parallelle macht, wat tot een instabiele situatie leidde met gewapende confrontaties.

## Presidentschap 1996 - 2001
Op 10 november 1996 werden de eerste presidentsverkiezingen van Zuid-Ossetië gehouden, die Tsjibirov won met 52,3% van de stemmen. De Opperste Sovjet veranderde van naam naar Parlement van Zuid-Ossetië. Tsjibirov ging in deze termijn door op de weg die hij ingeslagen was, op zoek naar reconciliatie met de Georgiërs of in ieder geval een model van vreedzame cohabitatie. Er volgden ontmoetingen met Sjevardnadze in 1997 in het Zuid-Osseetse Dzjava, en in 1998 in het Georgische Bordzjomi. Er waren meer ontmoetingen tussen de expertgroepen van beide zijden, waarbij overlegd werd over de staatkundige verhoudingen tussen de centrale autoriteiten van Georgië en Zuid-Ossetië en de status van die laatste. Gedurende zijn gehele leiderschap neigde Tsjibirov naar een meer verzoenende houding en werd beschouwd als een stabiliserende invloed hebben op de betrekkingen. Een overeenkomst over re-integratie van Zuid-Ossetië in Georgië leek nabij in 2000. In 2001 meldde zich echter Edoeard Kokojti op het strijdtoneel naar de presidentsverkiezing in november van dat jaar. Hij zat op een geheel andere en nationalistische koers, en wilde Zuid-Ossetië juist naar Noord-Ossetië en Rusland duwen. Tsjibirov moest het in de eerste ronde van de verkiezingen op 18 november 2001 al afleggen tegen Kokojti.  Hij eindigde als derde in een veld van vijf kandidaten met 21% van de stemmen en kondigde aan uit de politiek te vertrekken en terug te keren naar de academische wereld.

## Referendum 2022
In aanloop naar de presidentsverkiezingen op 10 april 2022 zette herkiesbaar president Anatoli Bibilov in op aansluiting bij Noord-Ossetië en Rusland. Hij kondigde aan dat Zuid-Ossetië na de verkiezingen het wettelijke proces voor deze aansluiting zou starten. Na een oproep uit Moskou dat een referendum hiervoor noodzakelijk is, werd dit in Zuid-Ossetië in gang gezet. Ljoedvig Tsjibirov nam met de andere voormalige leiders deel aan de initiatiefgroep ter voorbereiding op een dergelijk referendum. Hij stelde in april 2022, ruim 20 jaar na zijn inspanningen om tot een vorm van verzoening met Georgië te komen, dat het zijn sterke overtuiging is dat Zuid-Ossetië alleen als onderdeel van de Russische staat kans zal hebben op een vreedzaam leven. Tsjibirov ondersteunde de kandidatuur van Bibilov.